# 坦盖尔县
坦盖尔（Tangail District）为孟加拉国达卡专区辖县，地处孟加拉国中部。县境东北部与杰马勒布尔县接壤，南达卡、马尼格甘杰县毗邻，东与迈门辛、加济布尔县为界，西连锡拉杰甘杰县。全县年平均降雨量1,467毫米，平均气温12°C（最低）至33.3°C（最高）。县域总面积3,414公里²，总人口3,253,961人（1991），全县共分置11乡（Upazila）。